# Crocydoscelus castaneum
Crocydoscelus castaneum – gatunek motyli z rodziny piórolotkowatych.
Gatunek ten opisany został w 2011 roku przez Ceesa Gielisa.
Motyl o ciele ciemnobrązowym. Czułki i odnóża ma pokryte łuskami ciemnobrązowymi i białawymi. Przednie skrzydła podzielone na piórka od 5/7 długości, z wierzchu ubarwione ciemnobrązowo z jasną plamką w kształcie szewronu u nasady wcięcia, od spodu ciemnordzawobrązowe z białą kropką na żyłce kostalnej, tuż za wcięciem. Strzępiny skrzydeł przednich czarno-białe. Tylne skrzydła są z wierzchu czarnobrązowe z rdzawym do ochrowego połyskiem u nasady i szarobrązowymi strzępinami, od spodu zaś pierwsze piórko czarnobrązowe, a pozostałe rdzawobrązowe do pomarańczowobrązowych z rozproszonymi, białymi łuskami. Narządy rozrodcze samców cechują wydłużone walwy, rozdwojony tegumen i trójkątny unkus.
Owad afrotropikalny, znany z Mufindi w Tanzanii i Prowincji Wielkiego Rowu w Kenii. Notowany w styczniu i lutym na rzędnych 1950 do 2450 m n.p.m.